# Фростбург (Меріленд)
Фростбург (англ. Frostburg) — місто (англ. city) в США, в окрузі Аллегені штату Меріленд. Населення — 7027 осіб (2020).

## Географія
Фростбург розташований за координатами 39°39′7″ пн. ш. 78°55′35″ зх. д. / 39.65194° пн. ш. 78.92639° зх. д. (39.651935, -78.926322). За даними Бюро перепису населення США в 2010 році місто мало площу 8,86 км², з яких 8,85 км² — суходіл та 0,01 км² — водойми.

### Клімат
| Клімат : Фростбург      | Клімат : Фростбург | Клімат : Фростбург | Клімат : Фростбург | Клімат : Фростбург | Клімат : Фростбург | Клімат : Фростбург | Клімат : Фростбург | Клімат : Фростбург | Клімат : Фростбург | Клімат : Фростбург | Клімат : Фростбург | Клімат : Фростбург | Клімат : Фростбург |
| Показник                | Січ.               | Лют.               | Бер.               | Квіт.              | Трав.              | Черв.              | Лип.               | Серп.              | Вер.               | Жовт.              | Лист.              | Груд.              | Рік                |
| Абсолютний максимум, °C | 18,9               | 22,2               | 28,9               | 31,1               | 31,7               | 32,8               | 35,6               | 34,4               | 32,8               | 28,9               | 28,3               | 22,8               | 35,6               |
| Середній максимум, °C   | 0,7                | 2,8                | 7,4                | 14,6               | 19,4               | 23,9               | 26,1               | 25,4               | 21,6               | 15,3               | 9,3                | 2,7                | 14,1               |
| Середній мінімум, °C    | −7,4               | −6,5               | −2,9               | 2,7                | 7,8                | 12,8               | 15,1               | 14,4               | 10,7               | 4,7                | 0,2                | −5,1               | 3,9                |
| Абсолютний мінімум, °C  | −32,2              | −23,3              | −21,7              | −13,9              | −3,3               | 1,1                | 2,8                | 2,2                | −2,2               | −7,8               | −15,6              | −26,7              | −32,2              |
| Норма опадів, мм        | 84                 | 79                 | 100                | 98                 | 124                | 102                | 102                | 91                 | 93                 | 77                 | 93                 | 84                 | 1127               |
| Днів з опадами          | 16,1               | 13,1               | 13,7               | 14,1               | 15,0               | 13,0               | 11,4               | 10,7               | 10,7               | 10,8               | 12,2               | 14,3               | 155,1              |
| Днів зі снігом          | 12,4               | 9,3                | 7,2                | 2,4                | 0                  | 0                  | 0                  | 0                  | 0                  | 0,4                | 3,3                | 8,9                | 43,9               |
| ----------------------- | ------------------ | ------------------ | ------------------ | ------------------ | ------------------ | ------------------ | ------------------ | ------------------ | ------------------ | ------------------ | ------------------ | ------------------ | ------------------ |
| Джерело: NOAA           |                    |                    |                    |                    |                    |                    |                    |                    |                    |                    |                    |                    |                    |

## Демографія
Згідно з переписом 2010 року, у місті мешкали 9002 особи в 3184 домогосподарствах у складі 1364 родин. Густота населення становила 1017 осіб/км². Було 3497 помешкань (395/км²).
Расовий склад населення:
| - 83,3 % — білих - 12,5 % — чорних або афроамериканців - 1,7 % — азіатів - 0,2 % — корінних американців - 0,1 % — вихідців з тихоокеанських островів |

До двох чи більше рас належало 1,7 %. Частка іспаномовних становила 2,2 % від усіх жителів.
За віковим діапазоном населення розподілялося таким чином: 11,5 % — особи молодші 18 років, 75,1 % — особи у віці 18—64 років, 13,4 % — особи у віці 65 років та старші. Медіана віку мешканця становила 22,9 року. На 100 осіб жіночої статі у місті припадало 94,5 чоловіків; на 100 жінок у віці від 18 років та старших — 93,1 чоловіків також старших 18 років.
Середній дохід на одне домашнє господарство становив 50 164 долари США (медіана — 33 729), а середній дохід на одну сім'ю — 78 775 доларів (медіана — 79 821). Медіана доходів становила 50 154 долари для чоловіків та 32 591 долар для жінок. За межею бідності перебувало 31,7 % осіб, у тому числі 21,7 % дітей у віці до 18 років та 10,1 % осіб у віці 65 років та старших.
Цивільне працевлаштоване населення становило 3319 осіб. Основні галузі зайнятості: освіта, охорона здоров'я та соціальна допомога — 35,8 %, мистецтво, розваги та відпочинок — 17,7 %, роздрібна торгівля — 9,7 %, публічна адміністрація — 6,6 %.